# Jens Verbrugghe
Jens Verbrugghe (født 29. september 2004) er en cykelrytter fra Belgien, der er på kontrakt hos Israel Premier Tech Academy. Han er søn af Rik Verbrugghe.
Ved EM i landevejscykling 2022 vandt han sølvmedalje ved juniorenes enkeltstart.